# Marc R. Pasture

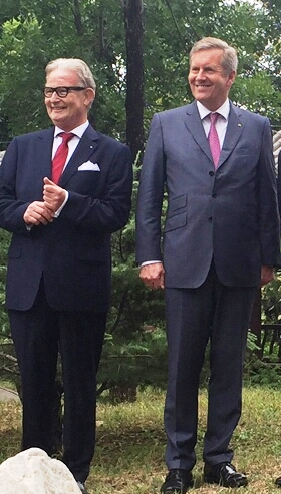
Marc R. Pasture (links) mit Christian Wulff (rechts) im Jahr 2016 in Peking, China.

Marc Raymond Pasture (* 19. Dezember 1947 in Roeselare, Belgien, † 5. Januar 2017 in Aachen) war ein belgischer Wirtschaftsmanager. Er war viele Jahre in der Führungsspitze verschiedener deutscher und internationaler Großunternehmen und Konzerne wie Metro AG oder TUI AG tätig. Seit 2004 hatte er sich aus dem operativen Managementgeschäft zurückgezogen und war als Unternehmer, Business Angel und Berater für Change Management, Marketing und internationale Fragen aktiv, unter anderem als Vorstandsmitglied der EMA.
Pasture beherrschte mit Niederländisch/Flämisch, Deutsch, Französisch, Englisch und Italienisch fünf Sprachen fließend. Er war Vater von sechs Kindern und lebte zuletzt in Köln und Hauset (Belgien).

## Ausbildung und Berufseinstieg
Nach dem Abitur in Gent studierte Pasture Betriebswirtschaftslehre an der Rijksuniversiteit Gent und International Finance Management an der Università di Bocconi Milano. Er besitzt einen Abschluss als MBA der Vlerick School voor Management der Rijksuniversiteit Löwen-Gent und absolvierte Executive Management Courses am INSEAD Fontainebleau. 1979 wurde er als bis dahin jüngster Handelsrichter Belgiens vereidigt. Über erste berufliche Stationen bei Rank Xerox, der Dart Craft Group und der Lambrecht Autobanden AG gelangte Pasture zu Pirelli, wo er acht Jahre lang verschiedene Führungsaufgaben in Belgien, den Niederlanden und Italien übernahm.

## Manager in Deutschland
1987 wurde Pasture mit 40 Jahren Sprecher der Geschäftsführung der Pirelli-Pneumobil GmbH in Deutschland. 1988 wurde er Vorstandsvorsitzender von Citroën Deutschland, wo er begünstigt durch den Umbruch in den neuen Bundesländern den Umsatz vervierfachen konnte. 1992 holte der Metro-Konzern ihn als stellvertretenden Vorstandsvorsitzenden zum Tochterunternehmen VOBIS Microcomputer AG, wo er für Vertrieb und Expansion des Computerhändlers verantwortlich war. 1995 wechselte er als Vorstandsmitglied mit dem Schwerpunkt Touristik zu TUI und führte dort unter anderem die Marke „1-2-Fly“ im unteren Preissegment ein und konnte gleichzeitig mit einer „Exklusiv-Angebotsstrategie“ die Hauptmarke TUI schützen. Ab 1997 war er als Geschäftsführer der damals angeschlagenen LTU Touristik GmbH im Auftrag der West LB als Eigentümerin für die Sanierung des Unternehmens verantwortlich und realisierte Ende 1998 den profitablen Verkauf von LTU.
1999 wechselte Pasture zur VEW Energie AG nach Dortmund, wo er im Vorstand verantwortlich war, das Unternehmen auf die Liberalisierung des Energiemarktes vorzubereiten. Hier ergaben sich Fusionsgespräche mit RWE in Essen, so dass Pasture nach der vollzogenen Fusion der Unternehmen als Vorstand für Marketing und Vertrieb zur RWE Plus AG gelangte und dort seine Change Management Expertise einbringen konnte. Von 2003 bis 2004 leitete er im Auftrag der Fiat-Holding als Interim Manager die Alfa Romeo Deutschland, um sich danach aus altersbedingt aus dem operativen Managementgeschäft zurückzuziehen.

## Weitere Tätigkeiten
2004 gründete Pasture gemeinsam mit dem Medienmanager Jörg Schütte den in Deutschland ersten auf Kochen und Genuss spezialisierten digitalen Fernsehsender tv.gusto (später BonGusto), der sich mit namhaften Moderatoren und Werbekunden erfolgreich entwickelte und an dem sich später die Hubert Burda Media als Marktführer für Food-Zeitschriften beteiligte. 2009 verkaufte Pasture seine Anteile an Burda und wurde Sonderbeauftragter des Burda-Vorstands für Business Development.
Seit 2004 war Pasture als Business Angel, Anteilseigner und Berater aktiv, etwa für katialo (Düsseldorf) und MMM Business (Barchon, Belgien).
Pasture war Berater in Wirtschaft und Politik für Change Management, Marketing und internationale Fragen. In diesem Rahmen war er Vorstandsmitglied der Auslandsgesellschaft Deutschland und seit 2015 Vorstandsmitglied der Euro-Mediterranean-Arab Association (EMA).
Pasture war bis zuletzt Aufsichtsratsmitglied von:
- Maritim Hotelgesellschaft mbH, Bad Salzuflen (Aufsichtsrat seit 1996)
- Pierre & Vacances – Center Parcs SA, Paris (Aufsichtsrat seit 1997)
- Comites GmbH, Executive Search, München (Verwaltungsrat seit 2011)
- Kübler & Niethammer Papierfabrik AG, Kriebstein (Aufsichtsrat seit 2012)
- Dolce Media GmbH, München (Verwaltungsrat seit 2009)

Pasture war bis zuletzt Beiratsmitglied von:
- HDI-Gerling Versicherungs-AG, Hannover
- Odewald & Compagnie Gesellschaft für Beteiligungen mbH, Berlin
- Hauck & Aufhäuser Privatbankiers, Frankfurt